# Arena Lviv
De Arena Lviv (Oekraïens: Арена Львів) is een voetbalstadion in Lviv, Oekraïne. Het stadion werd in oktober 2011 geopend en dient sindsdien als thuishaven voor de Karpaty Lviv. Het stadion biedt plaats aan 34.512 toeschouwers, waarmee dit het kleinste stadion was bij het Europees kampioenschap voetbal 2012. Tijdens dit toernooi werden drie wedstrijden uit groep B gespeeld in de Arena Lviv.
Naar aanleiding van de Oorlog in Donbass, waarbij de Donbas Arena grote schade opliep, is het stadion in 2014 door onder meer de voetbalclub Sjachtar Donetsk voor thuiswedstrijden in gebruik genomen.

## EK 2012
| Datum        | Tijd (MEZT / OEZT) | Team 1     | Res. | Team 2    | Ronde   | Toeschouwers |
| ------------ | ------------------ | ---------- | ---- | --------- | ------- | ------------ |
| 9 juni 2012  | 20.45 / 21.45      | Duitsland  | 1-0  | Portugal  | Groep B | 32.990       |
| 13 juni 2012 | 18.00 / 19.00      | Denemarken | 2-3  | Portugal  | Groep B | 32.990       |
| 17 juni 2012 | 20.45 / 21.45      | Denemarken | 1-2  | Duitsland | Groep B | 32.990       |

Oekraïne: Donbas Arena (Donetsk) · Arena Lviv (Lviv) · Metaliststadion (Charkov) · NSK Olimpiejsky (Kiev)

Polen: Nationaal Stadion (Warschau) · Arena Gdańsk (Gdańsk) · Stadion Miejski (Poznań) · Stadion Miejski (Wrocław)